# Фейн, Энтони, 16-й граф Уэстморленд
Энтони Дэвид Фрэнсис Генри Фейн, 16-й граф Уэстморленд (англ. Anthony David Francis Henry Fane, 16th Earl of Westmorland; род. 1 августа 1951) — британский пэр. Он носил титул учтивости — лорд Бергерш с 1951 по 1993 год.

## Происхождение
Родился 1 августа 1951 года. Старший сын Дэвида Фейна, 15-го графа Уэстморленда (1924—1993), и его жены Джейн Барбары Финдли (1928—2009). Он получил образование в Итонском колледже, а затем в Испании.

## Карьера
Директор аукционного дома Phillips the Auctioneers с 1994 по 2002 год, а затем — Bonhams до 2003 года. В том же году он присоединился к Пирсу Уотсону, чтобы основать Watson Westmorland, независимую фирму по оценке произведений искусства.
Лорд Уэстморленд — член Королевского географического общества, пожизненный президент спортивного клуба Санкт-Морица, а также участник исследовательской экспедиции Orbitex на Северный полюс в 1990 году.
8 сентября 1993 года после смерти своего отца Энтони Фейн унаследовал титулы 16-го графа Уэстморленда (Пэрство Англии) и 16-го барона Бергерша в графстве Сассекс (Пэрство Англии).
Член Палаты лордов Великобритании в 1993-1999 годах.

## Личная жизнь
В 1985 году он женился на Кэролайн Фейри, дочери Кеона Хьюза и бывшей жене Чарльза Фейри. У супругов родилась одна дочь:
- Леди Дейзи Кэролайн Фейн (род. 18 января 1989)[3][4].

Наиболее вероятным наследником графского титула является Сэм Майкл Дэвид Фейн (род. 1989), сын младшего брата 16-го графа Гарри Сент-Клера Фейна (1953—2023).